# Allocosa brasiliensis
Allocosa brasiliensis este o specie de păianjeni din genul Allocosa, familia Lycosidae. A fost descrisă pentru prima dată de Petrunkevitch, 1910. Conform Catalogue of Life specia Allocosa brasiliensis nu are subspecii cunoscute.